# Sociedade Geográfica Americana
A Sociedade Geográfica Americana (em inglês: American Geographical Society (AGS)) é uma organização de geógrafos profissionais fundada em 1851, na cidade de Nova Iorque. A maioria dos membros são norte-americanos, mas também se incluem de outros países. A Sociedade encoraja actividades que desenvolvam o conhecimento sobre geografia, e a sua doutrina tem por base que o conhecimento, da forma que é habitualmente interpretado, pode ser compreendido e utilizado não só por geógrafos mas por pessoas de outras áreas, em particular por políticos. Ao longo de mais de um século e meio de existência, a Sociedade tem concentrado a sua atenção em três regiões: o Ártico, a Antártida e a América Latina. Uma das características de uma exploração que seja patrocinada pela Sociedade é que aquela produza resultados científicos tangíveis.